# Kronach

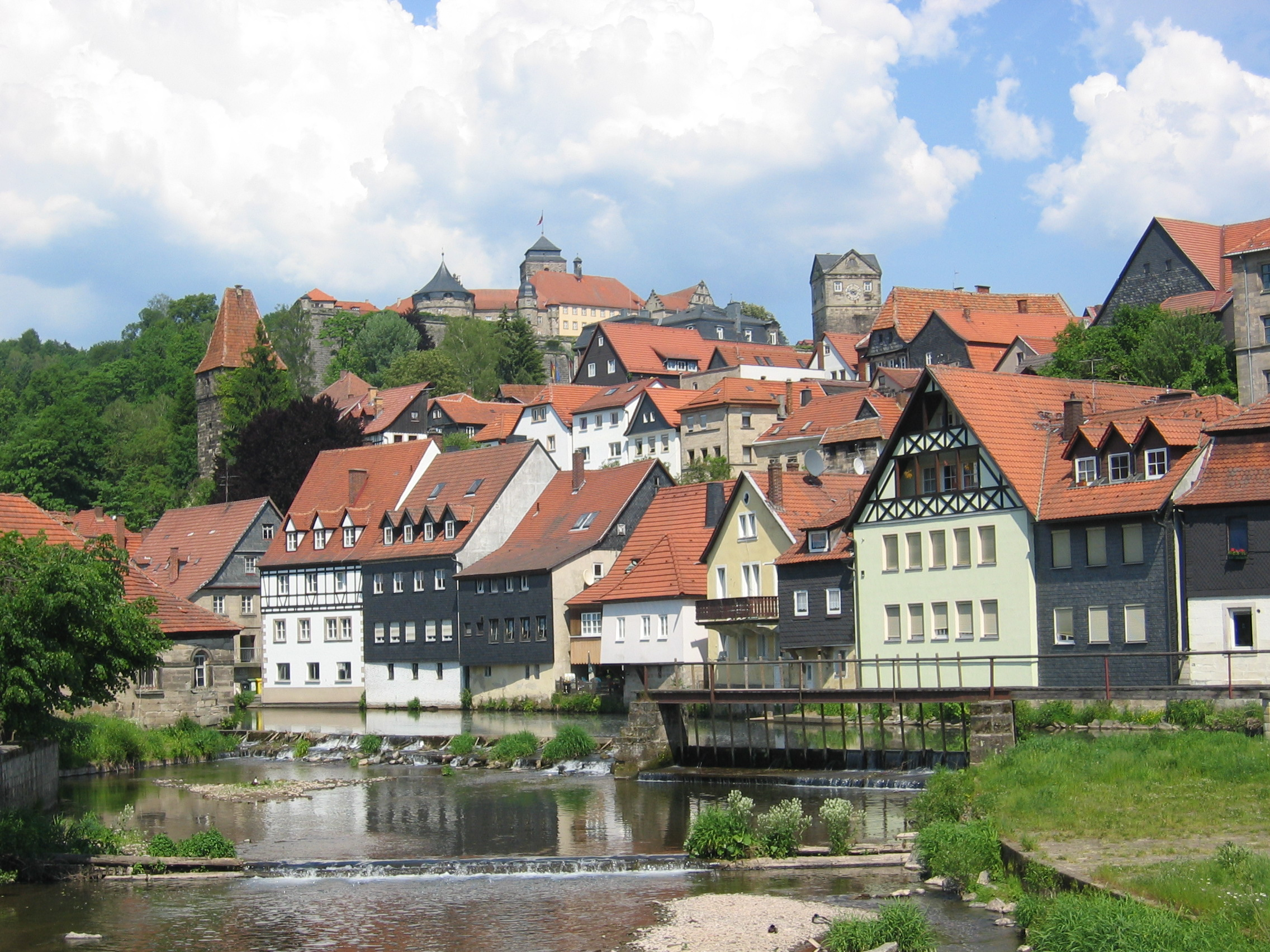
A cidade de Kronach com o rio Haßlach e ao fundo a Fortaleza Rosenberg

Kronach é uma cidade francônia no estado da Baviera, Alemanha. Localiza-se na região administrativa da Alta Francónia e é a capital do distrito homônimo.

## Geografia
Kronach localiza-se ao sul da serra Frankenwald na região Francônia no norte do estado da Baviera. A cidade está a 35 km a oeste de Coburg e a 50 km ao norte de Bayreuth. Passam pela cidade os rios Haßlach, Kronach e Rodach que são afluentes do rio Meno. Em Kronach cruzam-se a Rota turística da Cerveja que segue até Passau e a Rota turística dos Castelos que leva de Mannheim até Praga na República Checa.

## História
Os primeiros vestígios arqueológicos datam de 800 a. C., quando um castelo foi construído em Heunischenburg a oeste de Kronach. A cidade é documentada pela primeira vez em 1003 com o nome de  "Urbs Crana".

## Turismo
Lugares de interesse turístico:
- Fortaleza de Rosenberg: é a terceira maior fortaleza medieval da Alemanha em tamanho com 23,6 héctares.
- Museo Alemão de Fortalezas (Deutsches Festungsmuseum Kronach)
- Werkbühne: o menor teatro municipal do mundo
- O centro velho de Kronach, também conhecido como a "Cidade Alta".
- Parque aquático Crana Mare em Kreuzberg.
- Heunischenburg: monumento arqueológico.[3]

## Celebridades
- Lucas Cranach, o Velho: pintor, pai de Lucas Cranach o Jovem

## Cidades irmãs
- Rhodt unter Rietburg, Alemanha, desde 1951.
- Hennebont, França, desde 1990.
- Kiskunhalas, Hungria, desde 1995.
- Bettendorf, Iowa, EUA.[4]

## Curiosidade
O personnagem Estanislau Braun do jogo de videogame e computador Fallout 3 dublado por Dee Bradley Baker nasceu nesta cidade.